# 비지 필립스
비지 필립스(Busy Philipps, 1979년 6월 25일 ~ )는 미국의 배우이다.

## 출연 작품
- 그는 당신에게 반하지 않았다
- 더 기프트 - 더피 역
- 아이 필 프리티 - 제인 역
- 화이트칙스 - 카렌 역